# Gustavo Neffa
Gustavo Alfredo Neffa Rodríguez (né le 3 novembre 1971 à Asuncion au Paraguay) est un joueur de football international paraguayen, qui évoluait au poste d'attaquant, avant de devenir entraîneur.

## Biographie

### Carrière en club
Il commence sa carrière professionnelle avec le Club Olimpia à l'âge de 18 ans, avant d'être repéré par le club piémontais de la Juventus, qui l'amène en Europe en 1989. Il n'y joue aucun match puis finit par rejoindre en prêt un autre club italien durant 3 saisons, l'US Cremonese, avec qui il ne parvient pas à s'imposer durablement.
Il rentre en Amérique du Sud en 1992, et rejoint le club argentin de l'Unión de Santa Fe, puis du Boca Juniors la même année (avec qui il remporte la Copa de Oro). En 1995, il signe avec les Estudiantes de La Plata avant de rentrer au pays. C'est durant cette période que sa femme, la joueuse de tennis Rossana de los Ríos, donne naissance à sa fille.
Il évolue ensuite deux saisons au Club Sol de América avant de tenter une dernière aventure aux États-Unis avec le FC Dallas en 2000 (en tant qu'entraîneur-joueur).

### Carrière en sélection
Avec l'équipe du Paraguay, il joue 15 matchs (pour 4 buts inscrits) entre 1989 et 1991.
Neffa dispute son premier match international le 1er juillet 1989 lors d'un succès 5-2 contre le Pérou (match comptant pour la Copa América 1989), rencontre au cours de laquelle il inscrit le but du 2-1.
Il figure dans le groupe des sélectionnés lors des Copa América de 1989 et de 1991. Il se classe quatrième de la compétition en 1989.
Il participe également aux JO de 1992 organisés en Espagne, où il ne joue qu'un seul match contre le Ghana.

### Anecdotes
Le chanteur italien Giovanni Pellino a choisi son nom de scène (« Neffa »), en hommage à Gustavo Neffa. Ils se sont connus grâce à un ami de Gustavo, puis sont ensuite devenus bons amis.

## Palmarès
Boca Juniors
- Copa de Oro (1) :
  - Vainqueur : 1993.